# MAN NM152
MAN NM152/NM182 — полунизкопольный городской автобус среднего класса, выпускавшийся компанией MAN с 1990 по 1993 год. Вытеснен с конвейера моделью MAN NM222.

## История
Впервые автобус MAN NM152 был представлен в 1990 году. Модель пришла на смену автобусу MAN SM152.
Мощность двигателя автобуса MAN NM152 составляла 150 л. с., тогда как мощность двигателя автобуса MAN NM182 составляла 180 л. с.
Производство завершилось в 1993 году.

## Технические характеристики
- Длина: 8700 мм[источник не указан 469 дней]
- Ширина: 2400 мм[источник не указан 469 дней]
- Высота: 2757 мм[источник не указан 469 дней]
- Колёсная база: 4200 мм[источник не указан 469 дней]
- Полная масса: 12400 кг[источник не указан 469 дней]